# Соглашение о неразглашении
Соглашение о неразглашении (англ. Non-disclosure agreement, NDA) — юридический договор, заключённый двумя сторонами с целью взаимного обмена материалами, знаниями или другой информацией с ограничением к ней доступа третьим лицам. Данный тип соглашений служит для предотвращения утечки любой конфиденциальной информации: от коммерческой тайны до персональных данных.

## Виды
Можно выделить два основных вида соглашения о неразглашении:
- Одностороннее соглашение: одна сторона изъявляет желание доверить определённую информацию другой стороне, но таким образом, чтобы она осталась закрытой для третьих лиц, исходя из соображений секретности или патентного права. Наиболее частый случай заключения таких соглашений — в трудовых отношениях. Некоторые трудовые договоры, заключённые между сотрудником и работодателем, включают положения, ограничивающие возможность использовать и распространять «конфиденциальную информацию» компании.
- Взаимное соглашение о неразглашении. Его принципиальное отличие от первого вида заключается в том, что обе стороны делятся информацией, которая должна оставаться закрытой для доступа третьим лицам. Такого рода соглашения наиболее часто встречаются при совместных предприятиях компаний или слияниях.

Соглашение о неразглашении может защитить любой тип секретной информации, и для различных ситуаций разработаны многочисленные шаблоны.